# Coamo
Coamo és un municipi de Puerto Rico situat a la regió central sud, també anomenat Ciutat de les Aigües termals, La Villa Añeja, Los Maratonistas La Villa de San Blas de Illescas i Centre de l'Univers. És un dels 78 municipis de l'Estat Lliure Associat de Puerto Rico, EUA. Segons el cens de 2010, presentava una població de 40.846 habitants i una densitat de població de 520 persones per quilòmetre quadrat.
Coamo va ser fundat l'any 1579. El seu nom original era San Blas de Illescas, però més tard es va canviar per Coamo, que significa "indret pla i extens", nom que procedeix del que li donaren els indis que habitaven la zona, que l'anomenaven "Coamex".

## Barris
- Coamo Arriba
- Cuyón
- Hayales
- Los Llanos
- Palmarejo
- Pasto
- Pedro Garcia
- Coamo Pueblo
- Pulgillas
- San Idelfonso
- Santa Catalina

## Rius
- Riu Coamo
- Riu Cuyón